# Rachias
Genre
Synonymes
- Petropolisia Mello-Leitão, 1920
- Parapselligmus Piza, 1939

Rachias est un genre d'araignées mygalomorphes de la famille des Pycnothelidae.

## Distribution
Les espèces de ce genre se rencontrent au Brésil et en Argentine.

## Liste des espèces
Selon World Spider Catalog (version 23.0, 25/02/2022) :
- Rachias aureus (Mello-Leitão, 1920)
- Rachias brachythelus (Mello-Leitão, 1937)
- Rachias caudatus (Piza, 1939)
- Rachias conspersus (Walckenaer, 1837)
- Rachias dispar (Simon, 1891)
- Rachias dolichosternus (Mello-Leitão, 1938)
- Rachias iricolor (Mello-Leitão, 1923)
- Rachias odontochilus Mello-Leitão, 1923
- Rachias piracicabensis Piza, 1938
- Rachias timbo Goloboff, 1995
- Rachias virgatus Vellard, 1924

## Systématique et taxinomie
Ce genre a été décrit par Simon en 1892 dans les Aviculariidae. Il est placé dans les Nemesiidae par Raven en 1985 puis dans les Pycnothelidae par Montes de Oca, Indicatti, Opatova, Almeida, Pérez-Miles et Bond en 2022.
Petropolisia a été placée en synonymie par Raven en 1985.
Parapselligmus a été placée en synonymie par Goloboff en 1995.

## Publication originale
- Simon, 1892 : Histoire naturelle des araignées. Paris, vol. 1, p. 1-256 (texte intégral).